# Južnotibetanski jezici
Južnotibetski jezici, skupina od (12) sinotibetskih jezika koja čini podskupinu tibetske skupine jezijka. Rašireni su na području Butana, Nepala Kine i Indije. Predstavnici su: adap [adp] (Butan); brokkat [bro] (Butan); brokpake [sgt] (Butan); chocangacakha [cgk] (Butan); dzongkha [dzo] (Butan), groma [gro] (Kina); jirel [jul] (Nepal); lakha [lkh] (Butan); layakha [lya] (Butan); lunanakha [luk] (Butan); sherpa [xsr] (Nepal); i sikimski [sip] (Indija).

## Klasifikacija
Sinotibetski jezici  (449)
Tibetsko-burmanski jezici  (435)
Himalajski jezici  (145)
Tibetsko-kanaurski jezici  (94)
Tibetski jezici  (72)
Tibetanski jezici  (53)
južnotibetanski jezici (12)

## Vanjske poveznice
- Ethnologue (14th)
- Ethnologue (15th)